# Cal Valentí de l'Espluga

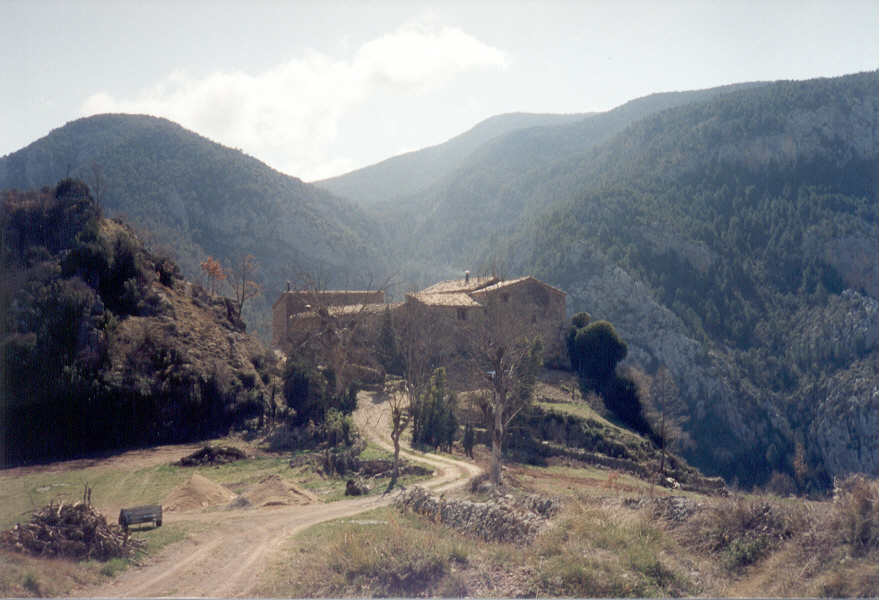
Fotografia de la masia.

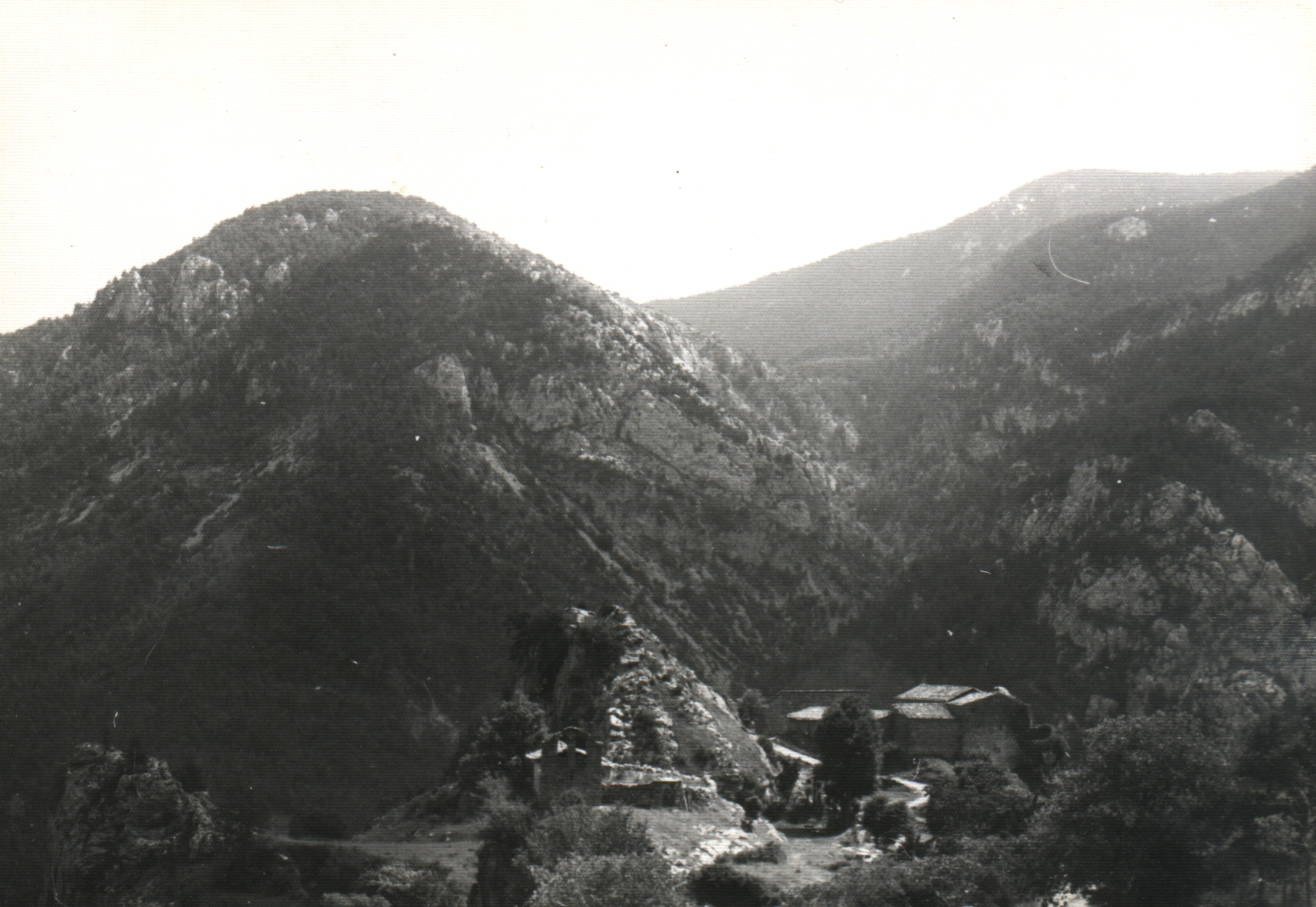
Fotografia antiga de la masia i de l'ermita Sant Fruitós de l'Espluga.

Cal Valentí, Cal Valentí de l'Espluga o l'Espluga de Cal Valentí és una masia de la vall de la Vansa situada a la vora del torrent de l'Espluga damunt del penyasegat del mateix nom, al municipi de la Vansa i Fórnols (Alt Urgell).
Es troba força a prop del poble de la Barceloneta, i per referir-se al conjunt de masos de la zona (Cal Ton xic, Cal Jan i Cal Marroi) s'utilitza el nom de masos de l'Espluga, aquestos es troben a la part baixa del despoblat de Colldarnat (1.243 m).
La masia construïda al segle xvii per la família Pujantell, es troba damunt un barranc a 981 metres d'alttura. Amb un desnivell de més de 100 metres, a la fi del barranc es troba el riu de la Vansa (841 m) on desemboca el torrent de l'Espluga. Aquesta masia, juntament, amb d'altres de la zona van ser adquirides per un metge francès que ha recuperat totes les cases entre les quals es destaca Cal Valentí, ja que ha estat rehabilitada amb molt d'encert.
A més de la masia, al nord es troben l'ermita i el cementiri familiar. L'ermita és anomenada Sant Fruitós de l'Espluga i data del segle X o XI. El lloc de l'Espluga apareix esmentat per primera vegada a l'acta de consagració de la Catedral d'Urgell el 839.

## Sant Fruitós de l'Espluga
L'esglesiola de Sant Fruitós de l'Espluga és un edifici de culte, dels més corrents del segle x amb una nau rectangular unida a un santuari lleugerament trapezoïdal. És rústega, de pedres escantellades unides amb fang i amb els angles reforçats per pedres més grans. Les parets van ser sobrealçades quan van canviar la coberta de fusta per una volta de canó.
Algunes referències diuen que és d'estil romànic i d'altres preromànic i la situen al segle xi.